# Erich Raemisch
Erich Raemisch (* 22. Oktober 1896 in Prenzlau; † 31. Dezember 1958 in Freiburg im Breisgau) war ein deutscher Wirtschaftsfunktionär.

## Leben und Tätigkeit
Raemisch war der Sohn des Fabrikbesitzers Erich Raemisch und seiner Ehefrau Emma, geb. Tank. Er studierte in Berlin, Bonn und Freiburg. Er wurde zum Dr. rer. pol. promoviert.
Von 1922 bis 1945 hatte Raemisch führende Positionen in der Seidenindustrie inne. Insbesondere fungierte er lange Jahre als Geschäftsführer des Vereins  Deutscher Seidenwebereien in Krefeld. Zugleich war er Geschäftsführer der Teilgruppe Seidenindustrie der Fachgruppe Textilindustrie des Reichsverbandes der deutschen Industrie.
Nach dem Ende des Zweiten Weltkriegs war Raemisch von 1946 bis 1949 Generaldirektor der Rheinischen Kunstseiden AG.
Von 1949 bis 1952 amtierte Raemisch dann als Ministerialdirektor im Bundeswirtschaftsministerium. 1952 ging er in den Ruhestand. Zudem war er Mitglied der Aufsichtsräte diverser Industriekonzerne sowie der European Association for economic and Social Development.

## Ehe
Raemisch war verheiratet mit Ellen Arnthal (1891–1958), Schwester des Kunstmalers Eduard Arnthal.

## Schriften
- Die gesellschaftsgeschichtlichen und weltanschaulichen Grundlagen der Arbeitsgemeinschaft. Eine soziologische Studie, 1922. (Dissertation)
- Die Seidenwirtschaft der Welt, Berlin 1929.